# Convención de Viena sobre la sucesión de Estados en materia de tratados

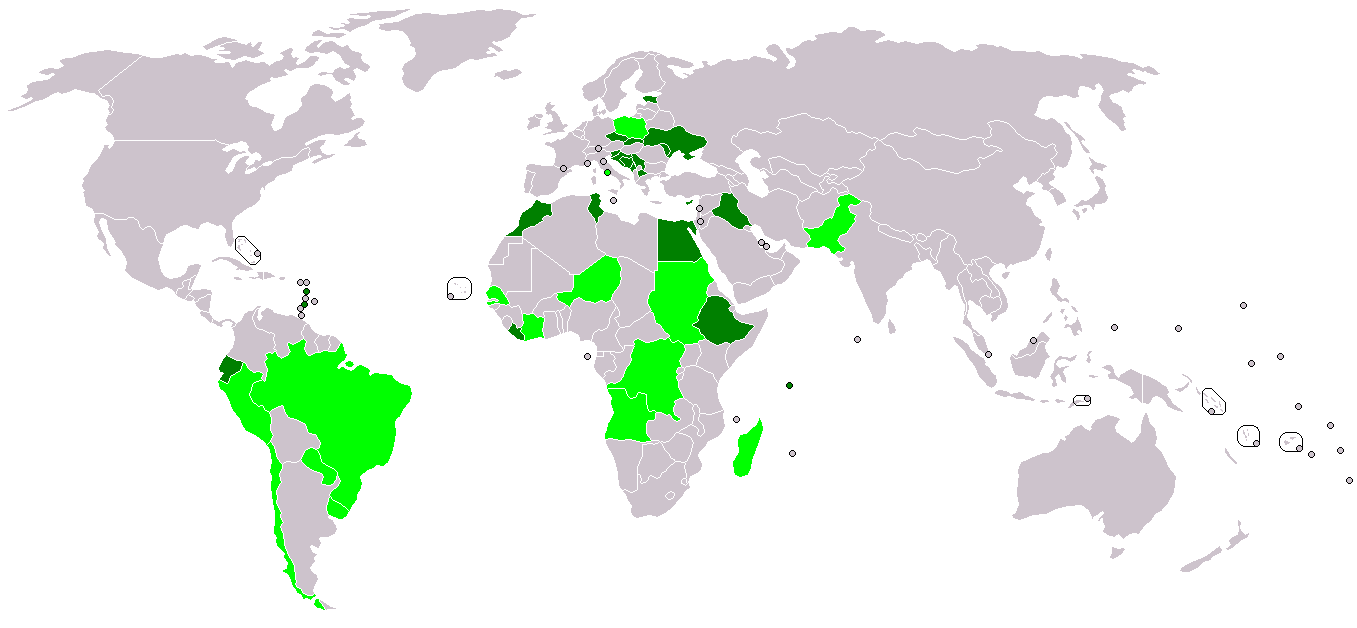
Mapa mundial sobre los participantes de la convención de viena En verde oscuro los ratificadores verde claro Sólo firmadores

La Convención de Viena sobre la sucesión de Estados en materia de tratados, de 23 de agosto de 1978, es un tratado internacional mediante el cual se trató regular los efectos que desencadena en los tratados una sucesión de Estados que se produzca observando tanto el derecho internacional como los principios de Derecho internacional incorporados en la Carta de las Naciones Unidas. Se caracteriza por preservar las perspectivas clásicas de la materia, por dar un tratamiento específico al supuesto de la descolonización y por continuar la estela técnica de la Convención de Viena de 1969 sobre el Derecho de los tratados. Fue preparado por la Comisión de Derecho internacional, y posteriormente desarrollado por una Conferencia convocada por la Asamblea General de las Naciones Unidas que tuvo lugar en Viena. 
Su entrada en vigor se produjo el 6 de noviembre de 1996, una vez transcurridos los treinta días de plazo estipulados en su artículo 49 desde que fue depositado el decimoquinto instrumento de ratificación. 